# ژولیت (خواننده برزیلی)
ژولیت فریره فیتوسا (پرتغالی برزیلی:[ʒuliˈɛttʃi ˈfɾejɾi] ; متولد ۳ دسامبر ۱۹۸۹، در کمپینا گرند، برزیل) یک خواننده، وکیل، چهره پرداز، مجری تلویزیون و اینفلوئنسر دیجیتال برزیلی است. او به خاطر برنده شدن فصل بیست و یکم برادر بزرگ برزیل شناخته شد.
او در فیلم برادر بزرگ برزیل در نقش خودش ظاهر شده‌است.

## فیلم‌شناسی
| سال  | عنوان                     | نقش           | یادداشت |
| ---- | ------------------------- | ------------- | ------- |
| ۲۰۲۱ | برادر بزرگ برزیل          | خودش          | فصل ۲۱  |
| ۲۰۲۱ | Você Nunca Esteve Sozinha | خودش          |         |
| ۲۰۲۱ | TVZ                       | مجری تلویزیون |         |

## آهنگ‌شناسی

### آلبوم زنده
| عنوان             | اطلاعات بیشتر                                                                                       |
| ----------------- | --------------------------------------------------------------------------------------------------- |
| کامینهو (Ao Vivo) | - منتشر شده: ۲۸ ژوئیه ۲۰۲۲ - برچسب: روداموینیو، ویرجین موزیک - قالب(ها): دانلود دیجیتال، پخش جریانی |